# Nasir El-Rufai
Pour les articles homonymes, voir El-Rufai.
 (octobre 2024).
 (novembre 2024).
La mise en forme du texte ne suit pas les recommandations de Wikipédia : il faut le « wikifier ».
Les points d'amélioration suivants sont les cas les plus fréquents. Le détail des points à revoir est peut-être précisé sur la page de discussion.
- Les titres sont pré-formatés par le logiciel. Ils ne sont ni en capitales, ni en gras.
- Le texte ne doit pas être écrit en capitales (les noms de famille non plus), ni en gras, ni en italique, ni en « petit »…
- Le gras n'est utilisé que pour surligner le titre de l'article dans l'introduction, une seule fois.
- L'italique est rarement utilisé : mots en langue étrangère, titres d'œuvres, noms de bateaux, etc.
- Les citations ne sont pas en italique mais en corps de texte normal. Elles sont entourées par des guillemets français : « et ».
- Les listes à puces sont à éviter, des paragraphes rédigés étant largement préférés. Les tableaux sont à réserver à la présentation de données structurées (résultats, etc.).
- Les appels de note de bas de page (petits chiffres en exposant, introduits par l'outil «  Source ») sont à placer entre la fin de phrase et le point final[comme ça].
- Les liens internes (vers d'autres articles de Wikipédia) sont à choisir avec parcimonie. Créez des liens vers des articles approfondissant le sujet. Les termes génériques sans rapport avec le sujet sont à éviter, ainsi que les répétitions de liens vers un même terme.
- Les liens externes sont à placer uniquement dans une section « Liens externes », à la fin de l'article. Ces liens sont à choisir avec parcimonie suivant les règles définies. Si un lien sert de source à l'article, son insertion dans le texte est à faire par les notes de bas de page.
- La présentation des références doit suivre les conventions bibliographiques. Il est recommandé d'utiliser les modèles {{Ouvrage}}, {{Chapitre}}, {{Article}}, {{Lien web}} et/ou {{Bibliographie}}. Le mode d'édition visuel peut mettre en forme automatiquement les références.
- Insérer une infobox (cadre d'informations à droite) n'est pas obligatoire pour parachever la mise en page.

Pour une aide détaillée, merci de consulter Aide:Wikification.
Si vous pensez que ces points ont été résolus, vous pouvez retirer ce bandeau et améliorer la mise en forme d'un autre article.
Nasir Ahmad El-Rufai est un homme politique et fonctionnaire nigérian, ancien gouverneur de l’État de Kaduna, en fonction de 2015 à 2023. Connu pour son rôle de ministre du Territoire de la capitale fédérale (FCT) de 2003 à 2007 sous la présidence d’Olusegun Obasanjo, El-Rufai est une figure influente dans la politique nigériane, notamment dans les domaines du développement urbain et de la réforme de la gouvernance.

## Jeunesse et Éducation
Nasir El-Rufai est né le 16 février 1960 à Daudawa, Faskari, dans la région nord du Nigéria de l’époque (actuel État de Katsina). Il a perdu son père très jeune et a été soutenu par un oncle qui a pu lui fournir une éducation de base. Il a fréquenté le collège de Barewa, où il a excellé académiquement et a reçu le prix de l’Association des anciens élèves de Barewa pour le meilleur étudiant. El-Rufai a poursuivi ses études à l’Université Ahmadu Bello à Zaria, où il a obtenu une licence en Études quantitatives, terminant avec les honneurs de première classe. Il a ensuite obtenu un Master en Administration Publique (MPA) à la Kennedy School of Government de l’Université de Harvard et un Master en Droit (LL.M.) de l’Université de Londres. Sa formation approfondie dans les domaines technique et de l’administration publique a considérablement influencé son approche de la gouvernance,.

## Carrière dans la Fonction Publique
La carrière d’El-Rufai dans la fonction publique a commencé lorsqu’il a servi en tant que conseiller et consultant pour plusieurs agences gouvernementales et entreprises privées, travaillant dans le développement urbain, la finance et les télécommunications. En 2003, il a été nommé ministre du Territoire de la capitale fédérale (FCT) par le président Obasanjo. Pendant son mandat, il a mis en œuvre des réformes ambitieuses, notamment la démolition de structures illégales et l’amélioration du plan directeur d’Abuja. Son temps en tant que ministre a suscité la controverse, car ses efforts de restructuration ont parfois rencontré des résistances, mais il a également été loué pour avoir tenté de créer une capitale plus organisée et vivable.
Après son mandat de ministre du FCT, El-Rufai a occupé divers rôles et a continué son plaidoyer pour une bonne gouvernance. En 2015, il a été élu gouverneur de l’État de Kaduna sous la bannière du parti All Progressives Congress (APC). Son administration s’est concentrée sur les infrastructures, la santé et les réformes éducatives, bien qu’elle ait rencontré des défis, notamment des problèmes de sécurité dans l’État. Il a été réélu en 2019 et a poursuivi son travail jusqu’à la fin de son second mandat en 2023.